# Release (David-Knopfler-Album)
Release ist David Knopflers erstes Album nach dem Verlassen von Dire Straits. Es erschien 1983 auf dem Label Peach River Records, die Wiederveröffentlichung 1997 und 2008 bei Paris Original Music.

## Rezeption
Die Webseite Allmusic.com lobte „David Knopfler’s strong, sandpaper vocals and the gentle orchestral feel of some of the tracks“ („Knopflers starke Stimme wie Sandpapier und das sanfte, orchestrale Feeling bei einigen der Stücke“). Die Platte habe einen starken Dire-Straits-Geschmack.

## Titelliste
1. Soul Kissing, 4:38
2. Come to Me, 3:10
3. Madonna’s Daughter, 4:20
4. The Girl and the Paperboy, 2:56
5. Roman Times, 4:11
6. Sideshow, 4:40
7. Little Brother, 3:59
8. Hey Henry, 3:14
9. Night Train, 4:12
10. The Great Divide, 3:42